# 第一次ミトリダテス戦争
第一次ミトリダテス戦争（ラテン語: bellum Mithridaticum）は、紀元前88年から紀元前85年にかけて、ポントス王国と共和政ローマの間で起きた戦争で、3度にわたるミトリダテス戦争のうち最初にして最大のものである。戦前まで小アジア全域を制圧したポントス軍は、ギリシャでローマ軍と戦って敗れた。ローマの優位を認めつつ、現状復帰の条件で講和が結ばれた。

## 開戦まで
ポントスは、ローマ・シリア戦争までセレウコス朝に服属する独立国であったが、シリアが後退すると、ローマの属国として扱われるようになった。ポントス王ミトリダテス5世はカッパドキアを攻めて併合した。息子のミトリダテス6世が王位を継承してから、ローマは紀元前92年にカッパドキアを亡命者アリオバルザネス（1世）に返還するように命じ、ミトリダテス6世も返還を受諾した。
しかし、ミトリダテス6世は隣国のビテュニア王ニコメデス4世の兄弟ソクラテスに一軍を与え、ビテュニアに送り込んだ。ソクラテスはニコメデス4世を追ってビテュニアを支配した。他方、カッパドキアでもミトリダテス6世の援助を受けた反乱が起こり、ローマが送り込んだアリオバルザネス1世を追ってミトリダテス6世の息子アリアラテス9世を王に立てた。
ローマはマニウス・アクィッリウスを長とする使節団を送り込み、追放された2人の王を復位させようとした。マニウスは、アシア属州総督ルキウス・カッシウスが持つローマ軍と、臨時に徴収した諸民族の兵力によって目的を達した。ミトリダテス6世はこれを静観した。しかしマニウスとカッシウスは戦争を望み、復帰した王にポントス攻撃を勧めた。ビテュニアのニコメデス4世はこの勧めに応じてポントスに侵攻し、略奪した。ミトリダテス6世はなおも反撃を控え、マニウスに抗議の使者を送ったが無視されたため、アリアラテス9世をカッパドキアに送り込んで占領した。当時のローマの法では、宣戦は元老院の権限であったが、マニウスらは自己の判断でミトリダテスに対する戦争を始めた。

## 戦争の経過

### 小アジア戦役

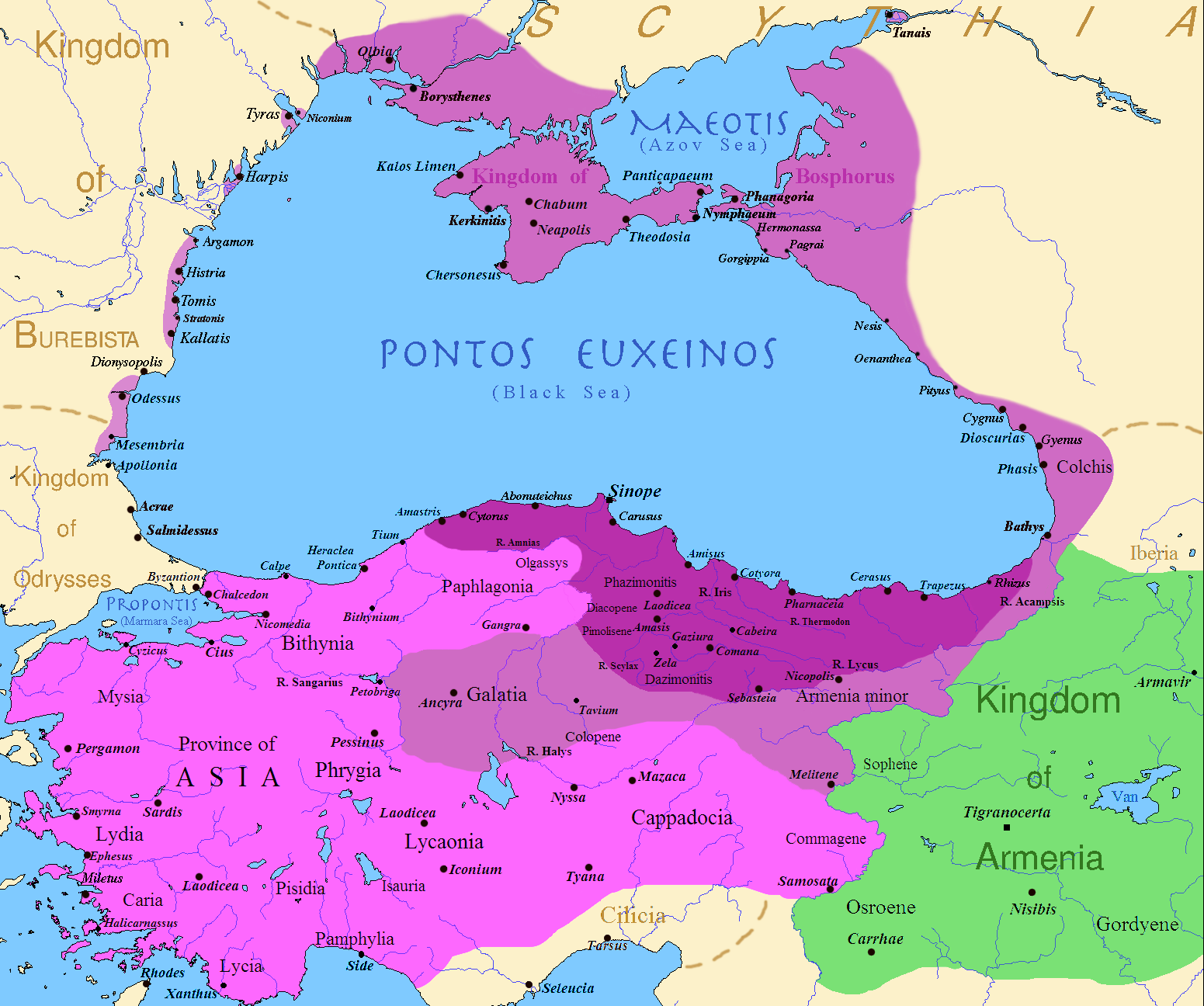
濃紫と紫が戦前のポントス。この戦役でピンク部分まで拡大した

紀元前88年に始まった戦争で、ローマは少数のローマ軍のほかに現地で徴収した兵力で大軍を組織した。軍を3つに分けて各々をルキウス・カッシウス、マニウス・アクィッリウス、キントゥス・オッピウスが率い、ニコメデス4世のビテュニア軍も加えて四方面に分かれてポントスとカッパドキアに向かった。
ミトリダテス6世は分進するローマ軍を各個撃破した。まずアムニアス川の戦いでニコメデス4世を迎撃し、国境を越えて逃げる敵を追って、マニウスが守るプロトパキウム要塞を7時間で攻略、カッシウスの軍も破った。ローマの敗将達とビュザンティオンにあった艦隊は離散し、ミトリダテス6世はビテュニア全域を支配した。ミトリダテス6世は捕虜に帰国の費用を与えて帰らせ、孤立して降伏したオッピウスを丁重に遇したが、マニウスは処刑した。
ミトリダテス6世はさらに進み、アシア属州などエーゲ海沿いの小アジア全域を手中にした。支配の確立後、ミトリダテス6世は新しい支配地域の全土で一斉にローマ人とイタリア人を皆殺しにする命令を出した。イタリア生まれの者は、男女の別なく子供も含めて殺された。この命令により殺された人数は8万人とも10万人以上とも言われる。
ミトリダテス6世は艦隊を率いて、ローマ側につくロドス島の攻略に向かった。しかし、陸兵を輸送する船団が嵐に見舞われ、ロドス海軍の巧みな抗戦にもあって、攻略は失敗した。

### ギリシャ戦役
紀元前87年にミトリダテス6世はアルケラオスに一軍を与えてギリシャに送った。これに呼応して、アテナイ、ラケダイモン（スパルタ）、さらにボイオティアの大半がミトリダテス6世の味方についた。さらにメトロファネスに率いられたポントス軍の別働隊がエウボイアを攻略した。マケドニアはローマ側につき、ブルッティウス指揮下の軍を南下させた。ブルッティウスはメトロファネスの脅威を退け、ボイオティアのカイロネイアでアルケラオス軍と対陣した。ブルッティウスは兵力の劣勢を悟って退いた。
ここでローマ軍がギリシャに上陸した。ローマ軍を率いたのは、アシア総督に任命されたルキウス・コルネリウス・スッラであった。スッラは5個軍団と若干の大隊をもってギリシャに渡った。スッラの出現でテーバイなどボイオティアの大半はローマに寝返った。アルケラオスはアテナイの外港ピレウスに立て篭った。ピレウス包囲戦では、双方の技術と武勇を駆使した激しい攻防が展開された。ローマ軍はピレウス攻略を諦め、飢餓で弱っていたアテナイの城壁を突破すると、アルケラオスは内城に引き下がり、次いで海から撤退した。
これより前、スッラとの対戦中にミトリダテス6世の息子アルカティアスがマケドニアに侵攻して全土を制圧していた。アルカティアスはそこから南下する途中で病死した。アルケラオスはボイオティアに回りこんでこの軍をあわせ、ローマ軍を上回る兵力を得た。しかし紀元前86年に、スッラは山間のカイロネイアの戦いで身動きのとれない大軍を撃滅した。アルケラオスは敗兵をまとめていったんエウボイアのカルキスに退いた。すぐにギリシャ本土に再上陸したが、紀元前85年にオルコメノスの戦いで再び敗れてコルキスに撤退した。

## ダルダノスの和約
敗北を聞いたミトリダテス6世は、恐怖政治によって沿岸のギリシャ人諸都市を引き締めようとしたが、かえって諸都市の反乱を招いた。
一方、ローマでは、紀元前86年にガイウス・マリウスが権力を握ってスッラを公敵と認定した。マリウス死亡後に補充執政官となったルキウス・ウァレリウス・フラックスの下に2個軍団を中心にした軍が編成され、遠征に乗り出した。この軍はスッラとは戦わず、テッサリアに入ってそこに残存するミトリダテス6世軍を駆逐した。この時フラックスとレガトゥス（総督代理）ガイウス・フラウィウス・フィンブリア（en）の間で争いが起こり、フィンブリアがフラックスを殺して軍の指揮権を奪った。フィンブリアは小アジアに渡り、アシア属州の奪回にとりかかった。
ミトリダテス6世は遠隔にあるスッラとの和平交渉をはじめた。小アジアに上陸したスッラと会談して紀元前84年にダルダノスの和約（Dardanos、現：ダーダネルス）を取り決めた。主な内容は以下の通りであった。
1. ミトリダテス6世は占領した地方（カッパドキア、ビテュニア、フリギア（アシア属州）、パフラゴニア（英語版） ）を全て放棄して、カッパドキア王及びビテュニア王が元の地位へ復帰することを認める。
2. ミトリダテス6世は自身の個人資産から賠償金として2,000タラントをローマに支払う。
3. ポントス海軍の軍船を全てローマへ引き渡す。

その後、スッラはフィンブリアと対陣し、軍勢の引渡しを求めた。フィンブリアは抗戦しようとしたが、脱走兵が相次いだため、降伏して自殺した。しかし、ミトリダテス6世はカッパドキアの一部を領有したままだったため、和約の翌年に第二次ミトリダテス戦争が起きた。